# E08T
ビジネスケータイ E08T（ビジネスケータイ いー ぜろはちてぃー）は、東芝および東芝モバイルコミュニケーション社（現・FCNT）によって開発・製造されたauブランドを展開するKDDIおよび沖縄セルラー電話のCDMA 1X WIN（現・au 3G）対応音声用端末である。
本項では便宜上、東芝と統合した富士通東芝モバイルコミュニケーションズ（富士通ブランド、同上）によって製造された同型機種のビジネスケータイ E09F（ビジネスケータイ いー ぜろきゅうえふ）についても記述する。

## 概要
- 既存のT002（TS002）[6]をベースに法人向け用途に特化した音声通話用端末でベース機同様、IPX5/IPX7等級の防水機能を有している。このほか、同キャリア向けの法人向け携帯電話としては初めてグローバルパスポートGSM & CDMAに対応した。
- 2011年（平成23年）7月11日からは富士通ブランド版の同型機種であるE09Fが発売された。なお、同キャリア向けの2011年夏モデル以降の機種より高機能系携帯電話用基本プラットフォームのほとんどがKCP3.2[7]に移行したためこの機種は事実上、既存のKCP+を搭載した携帯電話としては最後に発売された機種となった[8]。富士通ブランドのau向け端末はこれまでDDIセルラーグループ時代の1998年に発売したCD-10F[9]を最後に出ていなかったため、実に13年ぶりの再参入となった。

## 歴史
E08T
- 2010年（平成22年）1月19日 - KDDI、および東芝より公式発表。
- 2010年2月16日 - 全国にて一斉発売。
- 2011年12月 - 販売終了。

E09F
- 2011年7月6日 - 富士通東芝モバイルコミュニケーションズ（当時）より公式発表。
- 2011年7月11日 - 全国にて一斉発売。
- 2012年（平成24年）5月 - 販売終了。

E08T・E09F共通
- 2012年7月22日 - L800MHz（旧800Mhz帯・CDMA Bandclass 3／J-TACS）帯エリアによる音声・データ通信サービスの停波によりそれ以降はN800MHz（新800MHz帯・CDMA Bandclass 0 Subclass 2）帯エリア、および2GHz（CDMA Bandclass 6）帯エリアの各音声・データ通信サービスで利用する事となる。
- 2018年（平成30年）3月31日 - グローバルパスポート、およびEZアプリ（B）等の各種サービス終了。
- 2022年3月31日 - 同キャリアにおける3Gサービスの完全終了・停波により、全て使用不可となる[10][11]。

## T002との相違点
- セキュリティ機能の強化
- auフェムトセルの非対応（T002は別途ケータイアップデートにて対応）

## 主な機能・サービス
※☆印が付与されている機能・サービスはGSM（海外）モード時は使用不可。
- KDDI Business Outlook
- ビジネス便利パック
- GPS MAP
- ケータイオフィス
- scanRSM
- Business EZ
- KDDI ビジネスコールダイレクト
- 電子辞書
- カチャブル
- フェイク着信

| 主な機能・対応サービス                                                                  | 主な機能・対応サービス                                           | 主な機能・対応サービス                                                                | 主な機能・対応サービス            |
| --------------------------------------------------------------------------------------- | ---------------------------------------------------------------- | ------------------------------------------------------------------------------------- | --------------------------------- |
| LISMO! (着うたフル) (着うたフルプラス) (LISMOビデオクリップ) (LISMO Video) (LISMO Book) | EZケータイアレンジティーンズモード                               | バーコードリーダー&メーカー                                                           | PCサイトビューアー                |
| au BOX                                                                                  | ワイヤレスミュージック                                           | au Smart Sports☆ Run & Walk☆ Karada Manager☆ ゴルフ☆ フイットネス☆ カロリーカウンター | EZナビウォーク☆                   |
| EZ助手席ナビ☆                                                                           | 安心ナビ☆                                                        | 災害時ナビ                                                                            | ナカチェン                        |
| EZアプリ FullGame! Bluetooth対戦                                                        | EZアプリ(BREW)                                                   | オープンアプリプレイヤー                                                              | PCドキュメントビューアー          |
| アレンジメニュー                                                                        | au oneガジェット マルチプレイウィンドウ クイックアクセスメニュー | じぶん銀行アプリ☆                                                                     | EZ・FM                            |
| EZチャンネル EZチャンネルプラス EZニュースフラッシュ EZニュースEX                       | Touch Message                                                    | EZFeliCa                                                                              | ケータイ de PCメール au oneメール |
| デコレーションメール                                                                    | デコレーションアニメ                                             | 緊急地震速報☆                                                                         | 緊急通報位置通知                  |
| EZテレビ（ワンセグ）☆                                                                   | グローバルパスポート （現・au世界サービス） (CDMA・GSM)          | 赤外線通信 (IrDA) 無線LAN機能 (Wi-Fi WIN) auフェムトセル                              | Bluetooth                         |

## 注
1. ↑  E09Fは富士通東芝モバイルコミュニケーションズ
2. ↑  2012年7月23日より利用不可
3. ↑  突起等の最厚部を含む。
4. ↑  Class2以上を推奨。
5. ↑  E09Fは最大32GB（KDDI公表）。
6. ↑  現在既に販売終了。
7. ↑  KCP3.2はCDMA2000 1xEV-DO MC-Rev.A(WIN HIGH SPEED)を標準でサポートする。
8. ↑  ただし個人向けのKCP+搭載機種に限定した場合ではシャープ製のSH011が最後に発売された機種となる。
9. ↑  ただし、本機種はcdmaOneの全国ネットワークが完成していない時期の端末であり、関西・九州・沖縄地方のみで発売された。
10. ↑  auの3Gサービス「CDMA 1X WIN」が2022年3月末をもって終了　VoLTE非対応4G LTE端末も対象 - ITmedia 2018年11月16日
11. ↑  「CDMA 1X WIN」サービスの終了について - KDDI 2018年11月16日
12. ↑  ただしGSM(海外)モード設定時は「避難所マップ」が使用不可となる。